# Kalamnuri
Kalamnuri é uma cidade  no distrito de Hingoli, no estado indiano de Maharashtra.

## Geografia
Kalamnuri está localizada a 19° 40′ N, 77° 20′ L. Tem uma altitude média de 480 metros (1574 pés).

## Demografia
Segundo o censo de 2001, Kalamnuri tinha uma população de 20,627 habitantes. Os indivíduos do sexo masculino constituem 52% da população e os do sexo feminino 48%. Kalamnuri tem uma taxa de literacia de 66%, superior à média nacional de 59.5%: a literacia no sexo masculino é de 74% e no sexo feminino é de 57%. Em Kalamnuri, 16% da população está abaixo dos 6 anos de idade.